# 임페리얼 사가
임페리얼 사가(일본어: インペリアル サガ, Imperial SaGa)는 씽크 앤드 필이 웹 브라우저용으로 개발한 롤플레잉 브라우저 게임이다. 사가 시리즈 중 11번째 설치 작품이며 2015년에 스퀘어 에닉스가 배급하였다. 서비스는 2019년에 중단되었다. 시리즈의 25주년을 기념하여 디자인되었으며 시리즈 감독 카와즈 아키토시의 감독을 받아 개발되었다.